# Катрина (тропический шторм)
Тропический шторм Катрина (англ. Tropical Storm Katrina)  –  слабый тропический циклон, который нанёс незначительный ущерб территориям, ранее пострадавшим от урагана Митч в 1998 году. Неорганизованный тропический шторм образовался из обширной области низкого давления в юго-западной части Карибского моря 28 октября 1999 года. 30 октября Катрина вышла на берег около Пуэрто-Кабесас, Никарагуа, скорость ветра 40 миль в час (65 км / ч), после чего превратилась в тропическую депрессию. Остатки шторма продолжались до 1 ноября, когда они были поглощены холодным фронтом над полуостровом Юкатан.
По всей Центральной Америке Катрина вызвала проливные дожди, по оценкам, до 15 дюймов (380 мм) в горных районах, вызвавшие оползни и внезапные наводнения. В отличие от урагана Митч, Катрина нанесла небольшой ущерб, и о каких-либо жертвах не сообщалось. Из-за отсутствия ущерба, нанесённого штормом, название не было отменено и было повторно использовано в течение 2005 года, когда оно было снято из-за катастрофического ущерба в Соединённых Штатах.